# Galleria (Hamburg)
Galleria is een overdekte winkelgalerij in het centrum van Hamburg. De winkelgalerij is gericht op speciaalzaken, conceptstores en gastronomie.

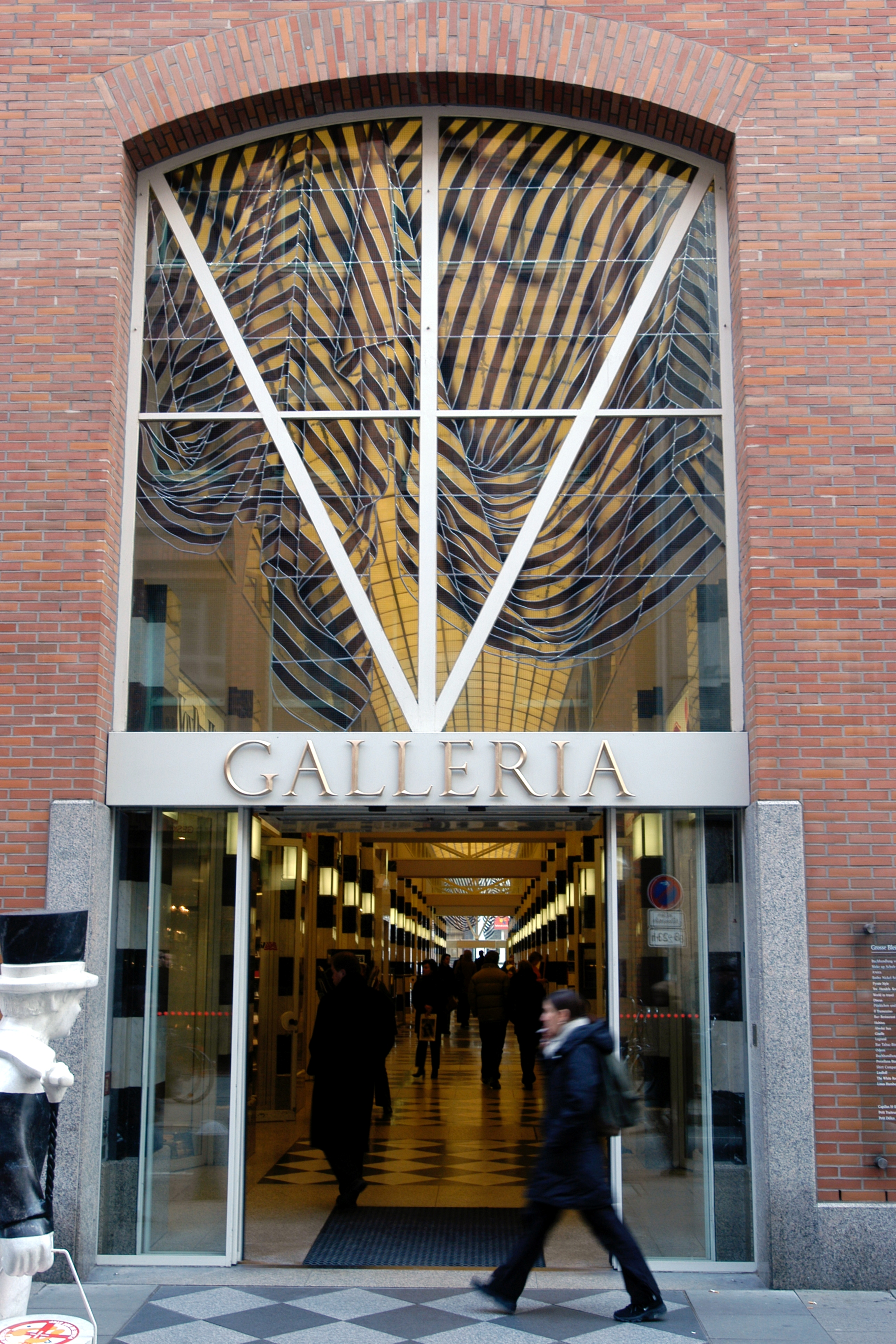
Galleria Fenstermotiv

## Ligging
Galleria is gevestigd aan de Große Bleichen 21. Een tweede ingang bevindt zich direct aan de Bleichenfleet, die aftakt van de Poststraße .

## Geschiedenis
Halverwege de jaren zeventig verkeerde het gebied tussen Gänsemarkt, Poststraße en het zuidelijke deel van Grosse Bleichen in een verwaarloosde staat en was aan vernieuwing toe. Doordat na de oorlog alleen noodzakelijke herstelwerkzaamheden werden uitgevoerd en veel gebouwen werden verwaarloosd, raakte dit deel van de stad steeds minder in trek. Door particuliere vernieuwingsprojecten ontstond er een kentering en als onderdeel hiervan begon eind 1976 de planning van de Passage Galleria aan de Große Bleichen 21. In 1978 werd met de bouw van de passage begonnen en in 1983 volgde de opening.

## Architectuur
Het ontwerp van de passage met zwarte en witte marmer is van de hand van het Zwitserse ontwerpers- en architectenpaar Trix en Robert Haussmann en kreeg een prijs van het designtijdschrift Wallpaper. Geïnspireerd op winkelgalerijen in Londen en Milaan, werd een vertaling gemaakt naar een '19e-eeuwse, Italiaanse, klassieke winkelstraat in Hamburg'. Het omgaan met historische modellen, zoals de vormen van de dwarsdoorsnede van de Burlington Arcade in Londen en het architecturale decor van de arcades van San Marco maken deel uit van de manier waarop de architecten werken.
De nieuwbouw moest passen tussen de bestaande gevels; met een eigen gezicht, maar zonder op te vallen in de omgeving. De traditionele Hamburgse bakstenen gebouwen met hun verticale structuur en regelmatig gerangschikte ramen met witte kozijnen dienden als model. Door de keuze voor geel-rode baksteen past de uitstraling van de nieuwbouw zich aan bij de soms forse bouwstructuur in de omgeving. Ook aan de buitenzijde is het gebruik van het gebouw zichtbaar: de twee verdiepingen tellende passage met aan weerszijden van de centrale as gerangschikte winkels opent zich over de volle hoogte en breedte in de gevel. De kantoorverdiepingen hebben een regelmatige raamverdeling.
Model voor het ontwerp van het interieur waren historische gebouwen, waaronder de Galleria degli Antichi in Sabbioneta, een van de belangrijkste langgerekte kamers in de kunstgeschiedenis, waarvan de verhoudingen bijna exact overeenkomen met die van de Galleria in Hamburg. Het nieuwe gebouw bevat alle essentiële ontwerpelementen van de klassieke overdekte winkelstraat van de 19e eeuw, in een vorm die past bij onze tijd. Het resultaat was een eenvoudige, heldere ruimte met een strakke structuur door middel van pilasters. Het gelijkmatige pilasterritme creëert een overheersende uniformiteit van het geheel, een vast kader dat de individuele winkel zijn 'identiteit' moet laten ontwikkelen zonder de buren te storen. In deze elementaire ruimte moet het decor een architectonisch ontwerpelement zijn, geen ornament.
Een essentieel ontwerpelement van veel historische passages dat hier ook is overgenomen, is de regelmatige plaatsing van verlichtingsarmaturen. Op elk van de pilasters opgebouwd uit lagen zwart en wit marmer is een laag als lichtelement toegevoegd net als de sluitstenen boven de toegangspoorten van de trappenhuizen. Het ritme wordt ondersteund door de zwart en wit marmeren vloer, die inmiddels het handelsmerk van de arcade is geworden. De lange wanden op de bovenverdieping, zichtbaar als een achtergrond onder de platte boog van het dakraam, lijken bijna zonder dikte en lijken ook gedematerialiseerd door de blauwachtige kleur. De Venetiaanse ramen met hun wisselende vormen verdelen de lange muren.
De gedrapeerde doeken boven de twee ingangen, uitgevoerd in glas-in-lood, staan symbool voor de enscenering, voor de grote entree: de doorgang verschijnt als toneel, met de voorbijgangers en handelaars als acteurs. Het is niet verwonderlijk dat de Galleria ook talloze keren als decor heeft gediend voor film- en modeshoots.

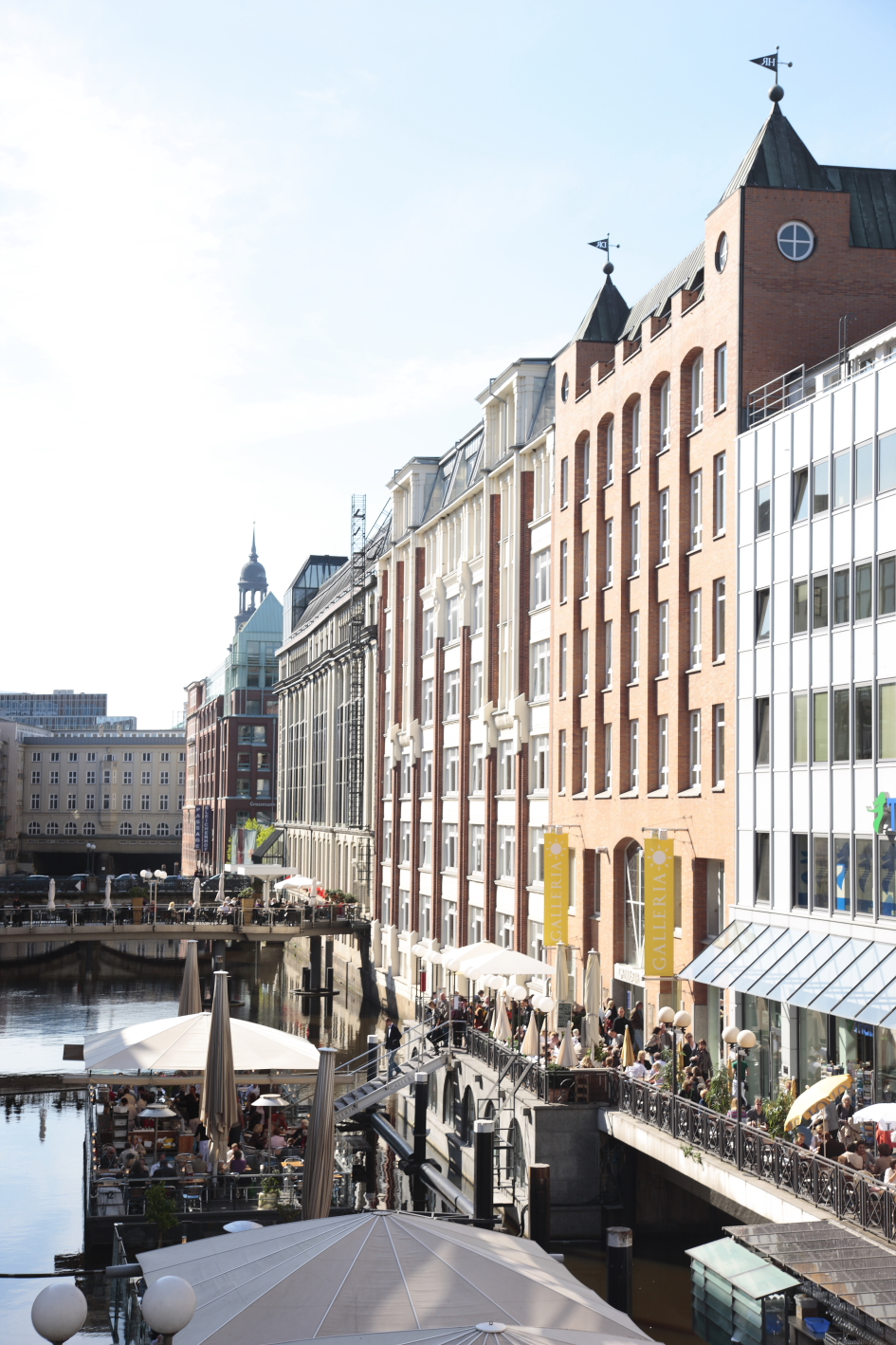
Zicht op het Galleria-ponton